# Dasybasis nigrihumera
Dasybasis nigrihumera är en tvåvingeart som beskrevs av Coscaron och Philip 1967. Dasybasis nigrihumera ingår i släktet Dasybasis och familjen bromsar. Inga underarter finns listade i Catalogue of Life.